# Castoreum

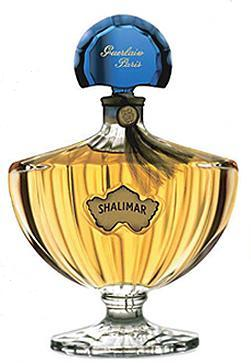
Parfum waarin castoreum is verwerkt

Castoreum of bevergeil is een uitscheidingsproduct van bevers. Het wordt gebruikt in parfum en sigaretten. Voor gebruik in parfums wordt het eerst omgezet in een resinoïde.
Castoreum is afkomstig uit de castorklier, de geurklier van bevers die zich tussen de anus en de geslachtsorganen bevindt. Bevers gebruiken het kliervocht uit de castorklier (en de anaalklieren) om hun familieterritorium te markeren.
Het castoreum wordt als bijproduct gewonnen; bevers worden primair bejaagd om hun pels.
Castoreum is een donkerbruine harsachtige substantie met een kenmerkende dierlijke zoete geur en een bittere sterke smaak, die kan worden vergeleken met die van muskus.
Vroeger was castoreum een ingrediënt in bittere dranken. In castoreum zit salicylzuur dat een koortsremmende en pijnstillende eigenschap heeft. De bever krijgt deze stof binnen door de consumptie van wilgenschors. Jacob van Maerlant schreef hierover in zijn Der Naturen Bloeme al: "Scorsen van bomen ende blade eti". Reeds in de Oudheid werd castoreum door artsen gebruikt, bijvoorbeeld bij het bestrijden van koorts. Dit wordt vermeld in de werken van onder meer Aristoteles en Plinius de Oudere. De Nederlandse schrijver Willem Bilderdijk beval het in zijn De ziekte der geleerden (1807) nog aan tegen kramp. 